# 레지나 1914
레지나 1914(Reggina 1914 S.r.l.)는 레조칼라브리아에 위치한 오르네스테 그라닐로 경기장을 근거로 하는 이탈리아의 축구 클럽이다. 현재 감독은 필리포 인차기이다.

## 역사
이 축구단은 1914년에 창단되었다. 1999년에 처음으로 1부 리그인 세리에 A로 승격했으며 2008-09 시즌에 19위로 마감하면서 세리에 B로 강등되었다. 이후 내리막길을 걸으며 2013-14 시즌에는 리그 42경기 중 겨우 6승을 하며 21위로 세리에 C로 강등되었으며 곧바로 2015년에는 구단 파산으로 해산되었다가 재창단하여 세리에 D부터 다시 참가하게 되었고 이후 한 시즌만에 승격을 이뤘다. 2019년 1월에는 구단의 재정위기로 선수들에게 급료를 지급하지 못할 가능성이 생겼으나 이탈리아 사업가인 루카 갈로가 구단을 인수하면서 위기에서 벗어났다. 2019-20 시즌에는 C조에서 1위를 기록하며 10여년 만에 세리에 B로 복귀하게 되었다.

## 구단명 변천사

### 역사
1914년 1월 11일, US 레지오 카라브리아라는 이름으로 창단한 레지나는 70여년간 SC 레지오, 레지오 FC, AS 레지나, SS 도미난테등 많은 이름을 가지고 있었다.
1986년에는 구단을 재창단하며 레지나 칼초로 구단명을 바꿨고 2015년에 구단이 파산한 후에 ASD 레지오 칼라브리아로 재창단 되어 곧바로 2016년에 우르브스 레지나 1914로 구단명을 바꿨다. 2019년 1월, 구단이 이탈리아 사업가에게 인수되면서 7월 1일에 레지나 1914로 구단명을 변경한다고 발표하였다.

### 연도별 변경사항
1914년 : U.S. 레지오 칼라브리아

1922년 : 레지오 F.C.

1928년 : U.S. 레지나

1934년 : A.S. 레지나

1935년 : S.S. 도미난테

1944년 : A.S. 레지나

1986년 : 레지나 칼초 S.p.A.

2015년 : A.S.D. 레지오 칼라브리아 S.r.l.

2016년 : 우르브스 레지나 1914 S.r.l. 

2019년 : 레지나 1914 S.r.l.

## 선수 명단

### 현역
2023년 11월 14일 기준

참고: FIFA 자격 규정에 따라 소속된 국가대표팀 국기를 표시합니다. 선수는 복수의 FIFA 비회원국 국적을 가지고 있을 수 있습니다.
| 번호 | 포지션 | 국적     | 이름                     |
| ---- | ------ | -------- | ------------------------ |
| 3    | DF     |          | 니콜로 케루빈            |
| 4    | MF     |          | 엠마누엘 카시오네        |
| 6    | DF     |          | 살바토레 아로니카        |
| 7    | MF     |          | 루카 비자니              |
| 10   | FW     |          | 프란체스코 코차          |
| 11   | FW     |          | 호센 호엘손 이나시오     |
| 13   | DF     |          | 크리스 스테스고르        |
| 14   | MF     |          | 루카 토노지              |
| 15   | DF     | 포르투갈 | 미겔 가르시아            |
| 16   | DF     | 우루과이 | 카를로스 아드리안 발데스 |
| 17   | FW     |          | 니콜라 아모루소          |

| 번호 | 포지션 | 국적       | 이름                |
| ---- | ------ | ---------- | ------------------- |
| 18   | MF     | 아이슬란드 | 에밀 할프뢰손       |
| 20   | DF     | 우루과이   | 파블로 알바레스     |
| 21   | FW     |            | 파비오 체라볼로     |
| 22   | GK     | 세르비아   | 네나드 노바코비치   |
| 23   | DF     |            | 프란체스코 모데스토 |
| 24   | FW     |            | 미케 툴베르         |
| 25   | FW     | 파라과이   | 호세 몬티엘         |
| 30   | GK     |            | 안드레아 캄파뇰로   |
| 32   | MF     |            | 레오나르도 페티나리 |
| 34   | MF     |            | 시모네 미시롤리     |
| 55   | DF     |            | 마우리치오 란차로   |

## 역대 감독
| 감독                  | 임기        |
| --------------------- | ----------- |
| 프란코 스콜리오       | 1978 ~ 1979 |
| 프란코 스콜리오       | 1982 ~ 1983 |
| 네비오 스칼라         | 1988 ~ 1989 |
| 프란체스코 그라치아니 | 1990 ~ 1991 |